# Költjärnen (Envikens socken, Dalarna, 676128-150095)
Költjärnen är en sjö i Falu kommun i Dalarna och ingår i Dalälvens huvudavrinningsområde. Sjön har en area på 0,168 kvadratkilometer och ligger 317 meter över havet. Vid provfiske har abborre och öring fångats i sjön.

## Delavrinningsområde
Költjärnen ingår i det delavrinningsområde (676108-150170) som SMHI kallar för Mynnar i Vallasån. Medelhöjden är 344 meter över havet och ytan är 23,87 kvadratkilometer. Det finns inga avrinningsområden uppströms utan avrinningsområdet är högsta punkten. Vallasån som avvattnar avrinningsområdet har biflödesordning 4, vilket innebär att vattnet flödar genom totalt 4 vattendrag innan det når havet efter 277 kilometer. Avrinningsområdet består mestadels av skog (88 procent). Avrinningsområdet har 0,26 kvadratkilometer vattenytor vilket ger det en sjöprocent på 1,1 procent.